# 古川正己
MASAMI（マサミ、1974年10月5日 - 2024年1月8日）は、日本の男性プロレスラー。

## 経歴
練習生として各プロレス団体を転々と所属するが続かず、WWSに入団して2013年8月に本名でデビュー（対戦相手は高瀬直也）。
その後、事情によりWWSを退団をするが、2017年4月1日に再度入団してオネエレスラー「MASAMI」として再びリングへ上がる。
2018年4月26日、東京都目黒区にある目黒鹿鳴館にて行われた、金村キンタロープロデュース「ing」旗揚げ戦より、WWSとingのダブル所属選手となる。9月15日、ワールド女子プロレス・ディアナに参戦。伊藤薫とシングルで対戦した。
2019年10月、埼玉県寄居町に新団体「プロレスリングMAGICBOX」を設立し、代表取締役社長に就任。
2022年1月30日、この日の大会のリング上で大腸癌の診断を受けたことを公表。以降、試合を欠場して闘病生活に入った。
2023年10月18日に復帰戦を行ったが、12月に入り再び体調が悪化し入院し、2024年1月8日に死去。49歳没。

## 得意技
ダイビングフットスタンプ
浣腸
逆さ押さえ込み
外道クラッチ

## 入場曲
- ビューティーフル・チャレンジャー